# Jean-François Champion
 (octobre 2016).
Œuvres principales
Faut-il tuer le clown ?
Ainsi soit-il
Jean-François Champion est un auteur, comédien et animateur né à Lyon.

## Biographie
Jean-François Champion monte sur les planches à l’âge de 11 ans, puis devient le benjamin des animateurs sur RTL Radio et RTL Télévision.
Il effectue sa formation de comédien à Lyon avec Robert-Alain Paulet.
Il écrit et joue avec Xavier Thibault une adaptation télévisuelle d’un spectacle du Grand Orchestre du Splendid, Sexe, violence et opérette, ainsi que des sketches pour des émissions de télévision TF1, France 3 (La Classe), et plus tard avec Philippe Bouvard (Bouvard du rire).
Il participe à l’écriture de nombreux one-man-shows pour l’imitateur Patrick Adler : Adler imite les dégâts (au Théâtre Déjazet, Paris 1990), Maman n’est pas contente (mise en scène Claude Confortès, au Petit Théâtre de Paris), À la poursuite du hochet vert (mise en scène Jean-Luc Moreau, à la Comédie de Paris 1998).

## Créations

### Théâtrales
| Année | Titre                           | Co-écriture                                | Type           | Metteur en scène                   | Comédiens                          | Lieu                                                        |
| ----- | ------------------------------- | ------------------------------------------ | -------------- | ---------------------------------- | ---------------------------------- | ----------------------------------------------------------- |
| 1990  | Adler imite les dégâts          |                                            | One-Man        |                                    | Patrick Adler                      | Théâtre Dejazet                                             |
| 1991  | Vous êtes libre ?               | Dominique de Lacoste et Jean-Marie Chevret | Comédie        |                                    | Les Vamps                          | Palais des glaces                                           |
| 1992  | Maman n’est pas contente !      |                                            | Comédie        | Claude Confortès                   | Patrick Adler                      | Théâtre de Paris                                            |
| 1995  | Le Surbook                      | Danielle Ryan                              | Comédie        |                                    | Vincent Lagaf'                     | Théâtre de la Michodière                                    |
| 1998  | À la poursuite du hochet vert   | Rita Brantalou                             | Comédie        | Jean-Luc Moreau                    | Patrick Adler                      | Comédie de Paris                                            |
| 1999  | C’est la Loeb !                 | Caroline Loeb                              | Seule en scène |                                    | Caroline Loeb                      | Théâtre du Sentier des Halles                               |
| 2001  | Faut-il tuer le clown, ?        |                                            | Comédie        | Jean-Pierre Dravel et Olivier Macé | Michel Roux et Alexandra Stewart   | Joué au théâtre Comédia, tournée France, Suisse et Belgique |
| 2001  | Besogna uccidere il clown ,     |                                            | Comédie        | Carlo Alighiero                    |                                    | Teatro Manzoni - Rome                                       |
| 2003  | Ainsi soit-il !                 |                                            | Comédie        | Jean-Luc Moreau                    | Patrice Laffont et Chantal Ladesou | Tournée France, Suisse et Belgique                          |
| 2007  | Ma femme, mon fils, ma bataille |                                            | One-Man        | Hervé Devolder                     |                                    | Théâtre Le Triomphe et Théâtre des Blancs-Manteaux          |
| 2011  | Fais moi un bébé !              |                                            | Comédie        | Alain Herzig                       |                                    | Théâtre de l’Espérance - Genève                             |
| 2013  | Miss,                           |                                            | Comédie        | Jean-Yves David-Maxime             |                                    | Compagnie théâtrale du soleil - Avignon                     |
| 2013  | Miss,                           |                                            | Comédie        | Alain Herzig                       |                                    | Théâtre de l’Espérance - Genève                             |
| 2016  | Un bébé nommé désir             |                                            | Comédie        | Ange Paganucci                     |                                    | Théâtre du Rempart - Avignon                                |

### Audiovisuelles
| Année     | Émission                    | Chaîne   | Co-écriture                       | Type                | Comédiens                                                                                    |
| --------- | --------------------------- | -------- | --------------------------------- | ------------------- | -------------------------------------------------------------------------------------------- |
| 1997-1999 | Bouvard du rire             | France 3 |                                   | Sketchs             |                                                                                              |
| 1987-1994 | La Classe                   | France 3 |                                   | Sketchs et chansons | Patrick Adler, André Valardy, José Paul, Marthe Villalonga, Olivier Lejeune, Michèle Laroque |
|           | Sexe, violence, et opérette | RTBF     | Xavier Thibault et Laurent Baffie | Série télé          |                                                                                              |

## Comédien

### Théâtre
| Année | Titre                     | Auteur                 | Metteur en scène | Rôle     | Lieu                        |
| ----- | ------------------------- | ---------------------- | ---------------- | -------- | --------------------------- |
| 2006  | Ainsi soit-il !           | Jean-François Champion | Jean-Luc Moreau  | Le maire | France, Suisse et Belgique  |
| 2016  | Petit secrets de familles | Béatrice Vernhes       | Béatrice Vernhes | George   | Théâtre des Blancs-Manteaux |

### Audiovisuel
| Film                                | Réalisateur                                               | Rôle                       |
| ----------------------------------- | --------------------------------------------------------- | -------------------------- |
| L'Innocent                          | Pierre Boutron                                            | Gardien de prison          |
| Engrenages                          | J-M. Brandolo                                             | Prof de fac                |
| Clash                               | Pascal Lahmani                                            | Le technicien de plateau   |
| Le Roi, l'Écureuil et la Couleuvre  | Laurent Heynneman                                         | Cuisinier                  |
| Entre deux eaux                     | Mickaëla Watteau                                          | Flic PJ                    |
| Paris selon Moussa                  | Cheik Doukouré                                            | Journaliste                |
| Celui qui a un amour dans le ventre | Monique Colombo                                           | Officier SS                |
| Il faudra leur dire                 | Michel Brack                                              | Randonneurs                |
| Vidéo Gag                           |                                                           |                            |
| Sexe , Violence et Opérette         | Xavier Thibault, Laurent Baffie et Jean-François Champion |                            |
| Banzaï !                            | Claude Zidi                                               | Employé d’agence de voyage |
| Un comédien lit un auteur           | André Bonnardel                                           | Prof de fac                |

## Publications
- 2002 : Le Surbook, avec Danielle Ryan. Éditions Art et comédie (Côté scène), 91 p.  (ISBN 2-84422-287-0)
- 2003 : Ainsi soit-il. Éditions Art et comédie (Côté scène), 102 p. (ISBN 2-84422-363-X)